# Eilidh McIntyre
Pour les articles homonymes, voir McIntyre.
Eilidh McIntyre, née le 4 juin 1994 à Winchester (Hampshire, Angleterre), est une skippeuse britannique, spécialiste du 470.
Avec Hannah Mills, elle est championne olympique à Tokyo en 2021 et championne du monde à Enoshima en 2019.

## Carrière
Lors des Championnats d'Europe de 470 de 2015, elle termine 3e avec Sophie Weguelin mais la paire ne se qualifie pas pour les Jeux olympiques d'été de 2016. Après ces Jeux, elle change de partenaire au profit de Hannah Mills, la championne olympique en titre. L'année suivante, la paire termine deuxième des Championnats du monde de 470.
En 2019, les deux femmes remportent l'or aux Mondiaux et terminent deuxièmes du test event des Jeux à Eno-shima. Aux Jeux olympiques d'été de 2020, la paire remporte l'or en 470 devant les Polonaises et les Françaises.

## Vie privée
Son père, Michael McIntyre, est médaillé d'or en classe Star aux Jeux olympiques d'été de 1988.